# Flörsheimer Herrnberg
Der Flörsheimer Herrnberg ist eine Rheingauer Weinlage auf dem Gebiet der hessischen Stadt Flörsheim am Main und gehört zur Großlage Daubhaus im Weinbaugebiet Rheingau.

## Namensursprung
Die Lage trägt ihren Namen von den Domherren des Mainzer Domkapitels, das 1270 die Besitzrechte an der Gemarkung Flörsheim erworben hatte.

## Weinlage
Im Herrnberg wachsen die Rebstöcke auf tiefgründigem, teils kiesigen Löss, der für eine gute Wasserführung sorgt. Die aus den hier wachsenden Trauben gekelterten Weine sind leicht und verfügen über ausgeglichene Säure und zurückhaltende Würze.